# Gastronomia llatinoamericana
La gastronomia llatinoamericana fa referència als mètodes tradicionals i receptes de cuina característiques dels països de l'Amèrica Llatina. Les cuines mexicana, cubana, brasilera, argentina, peruana, xilena, uruguaiana i colombiana que en formen part tenen moltes similituds a causa de la proximitat territorial i la migració de la població. La cuina tex-mex és la versió de Texas de la cuina mexicana.
La cuina llatinoamericana combina les tradicions dels nadius americans, així com dels colons europeus (portuguesos, espanyols) i dels emigrants (principalment italians). La cultura alimentària aquí està influenciada per la cuina espanyola i portuguesa, però conté molts elements de la cuina original. Al nord de l'Amèrica del Sud, aquestes influències es complementen amb influències africanes a causa de l'antic tràfic d'esclaus. També compta amb la influència de la cuina llevantina a causa de la migració del Llevant (Líban, Síria i Palestina) a països com el Brasil, Colòmbia, Veneçuela, l'Equador i l'Argentina.
La cuina es basa en plats amb blat de moro. S'utilitza com a guarnició, com a ingredient en plats principals, i també com a plat independent. A més del blat de moro, es consumeixen àmpliament fesols, tomàquets, patates, mongetes vermelles, arròs, cereals locals i carbassa. Els productes carnis preferits són la vedella i el porc. Un tret distintiu de la cuina llatinoamericana és el seu sabor ardent i picant, característic fins i tot de les postres, tot i que són generalment de gust molt dolç.
Els plats més importants de la cuina llatinoamericana són: anticucho, arroz con pollo, ropa vieja, asado, bobó, brigadeiro, itapoa, carapulcra, moqueca, picarones, puchero, ceviche, tacos, tortilla, humita, feijoada, churrasco i empanada. Entre les postres hi ha dulce de leche, alfajor, arròs amb llet, tres leches, teja i flam.
Les begudes llatinoamericanes són tan distintives com el seu menjar. Algunes d'aquestes begudes es poden remuntar fins i tot a l'època dels indis americans precolombins. Algunes begudes populars són el mate (a la zona de Río de la Plata), el te d'hibisc, l'orxata, la chicha, l'atole, la xocolata calenta i l'agua fresca. El cafè negre és popular entre les begudes, així com els sucs de verdures i fruites, que són una part integral de l'esmorzar. Les begudes alcohòliques més famoses són el tequila, el pisco (un tipus de brandi) i el rom. El vi blanc s'utilitza en l'elaboració de brioixeria i salses, i el vi negre per a marinar la carn.

## Per països
- Gastronomia de l'Amèrica del Nord: Mèxic.
- Gastronomia del Carib: Cuba, Puerto Rico, República Dominicana.
- Gastronomia de l'Amèrica Central: Costa Rica, El Salvador, Guatemala, Hondures, Nicaragua, Panamà.
- Gastronomia de l'Amèrica del Sud: Argentina, Bolívia, Brasil, Colòmbia, Equador, Guyana, Paraguai, Perú, Surinam, Uruguai, Veneçuela, Xile.